# Kalnų parkas

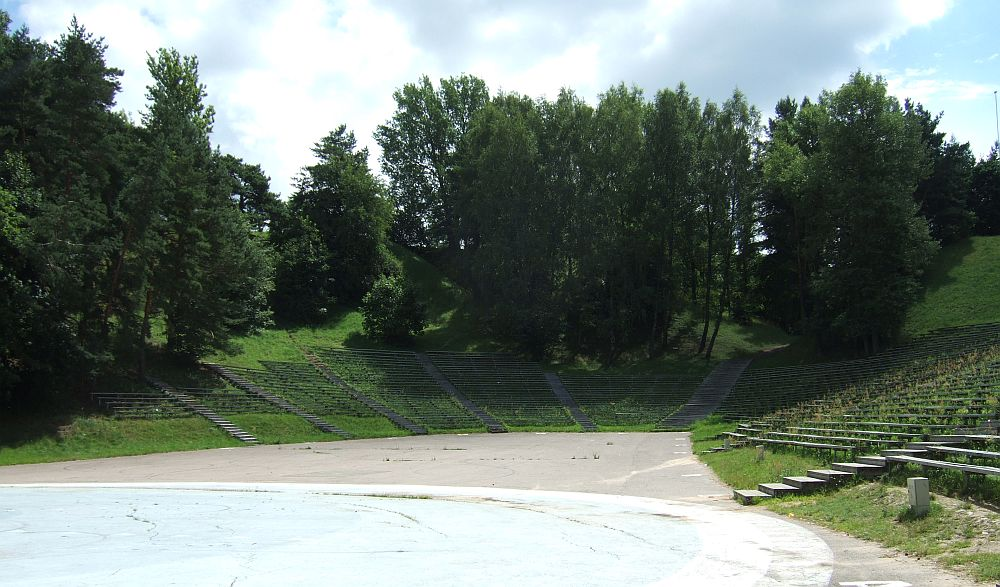
Estrade im Park

Der Kalnu-Park (litauisch 'Kalnų parkas'; dt. 'Park der Berge') ist ein etwa 33 ha großer Volksgarten in der litauischen Hauptstadt Vilnius. Er liegt zwischen der Altstadt, dem Stadtkern und dem Stadtteil Antakalnis und grenzt an die Krivių-Straße im Altstadtviertel Užupis und an den Fluss Vilnia.
Der Kalnu-Park umfasst einige Hügel: „Trijų kryžių“ (Plikasis kalnas) Stalo kalnas, Gedimino kapo kalnas, Bekešo kalnas (Bekes-Hügel). Der bekannteste von ihnen ist der Berg der Drei Kreuze. Der Bekes-Hügel ist benannt nach dem früheren siebenbürgischen Thronprätendenten Gáspár Bekes, der 1579 dort bestattet worden war. Erosion und Hochwasser der Vilnia haben bis Ende des 19. Jahrhunderts den Teil des Hügels mit dem Grab abgetragen. Das Parkgelände gehört zum Reservat der Vilnius-Burgen. Es wird von Stadteinwohnern und Touristen besucht. Im Vingis-Park organisiert man das Liederfest und verschiedene andere Konzerte. Während der Perestroika (1988–1991) fanden hier die friedlichen Protestversammlungen der und Demonstrationen der Singenden Revolution statt. 